# Polyphlebium endlicherianum
Polyphlebium endlicherianum är en hinnbräkenväxtart som först beskrevs av Karel Presl, och fick sitt nu gällande namn av Ebihara och K. Iwats. Polyphlebium endlicherianum ingår i släktet Polyphlebium och familjen Hymenophyllaceae. Inga underarter finns listade.